# Abydos (Hvězdná brána)
Abydos je fiktivní planeta ve filmu Hvězdná brána a seriálu Hvězdná brána.
Je to nehostinná pouštní planeta, pokrytá převážně pískem a pískovcovými skalisky. Obíhá kolem jednoho slunce a okolo ní obíhají tři měsíce. Den zde trvá 36 hodin. Vždy, když tu přistanou goa'uldské lodě, zvedne se velká písečná bouře.
Adresa této planety byla objevena společně s hvězdnou bránou v Gíze v roce 1928. Jako první na planetu přišel společně s Danielem Jacksonem tým pod vedením Jacka O'Neilla. Potkali zde Abydosany, kteří pro Goa'ulda Ra těží naquahdah. O'Neillovi se podaří Abydosany osvobodit poté, co atomovou bombou Ra zničí.
Daniel Jackson se rozhodl na Abydosu zůstat, oženil se zde s místní dívkou Sha're, která je dcerou místního vůdce Kasufa. Objevil zde místnost s kartuší, na které byly zaznamenány adresy celé sítě hvězdných bran v galaxii. Po roce od událostí se však Jackson musí vrátit na Zemi, kde si všichni, podle O'Neillovi zprávy, myslí, že hvězdná brána na Abydosu byla zničena. Avšak na Abydos přiletěl Apophis, který unesl jak Sha're, tak jejího bratra Skaaru.
V 22. díle 6. série Kruh se uzavírá byl Abydos zničen Anubisem. Ale za pomoci Antika Omy Desaly byli všichni lidé na planetě povzneseni.

## Vládci
- Velmi dlouho zde vládl Rá. Ráova vláda končí jeho smrtí, kdy ho lidé ze Země zabijí v jeho lodi.
- Po Ráovi na planetu přichází pro hostitele Apophis, jehož vláda končí jeho porážkou při útoku na Zemi.
- Lodí na Abydos přilétá Heru'ur (Ráův syn), ale jen proto, že chce se chce zmocnit Apophisova syna, ale neúspěšně, a brzy odletí.
- V rámci dělení Apophisova území Abydos připadne Sókarovi. Po Sókarově smrti a opětovném nástupu Apophise získává Abydos  samostatnost(Apophis se o planetu už nezajímá).